# Măgura
Măgura es una comuna ubicada en el distrito de Teleorman, Rumania.

## Superficie
Posee una superficie de 67,98 kilómetros cuadrados.

## Demografía
Hasta 2021 la población era de 2299 habitantes, con una densidad de población de 33,82 habitantes por kilómetro cuadrado.